# Campionato Europeo UEFS
Il Campionato Europeo UEFS, detto Eurofutsal, è la principale manifestazione sportiva organizzata dalla Union Europea de Futsal, riservata alle selezioni nazionali di calcio a 5 nella versione prevista dall'Asociación Mundial de Futsal.
La sua prima edizione è stata svolta nel 1989 a Madrid.

## Edizioni
| 1989 | Madrid Spagna          | Portogallo  |           | Spagna         | Cecoslovacchia |           | Israele     |
| 1990 | Porto Portogallo       | Portogallo  |           | Cecoslovacchia | Spagna         |           | Inghilterra |
| 1992 | Porto Portogallo       | Spagna      |           | Russia         | Portogallo     |           | Israele     |
| 1995 | Marocco                | Slovacchia  |           | Marocco        | Russia         |           | Rep. Ceca   |
| 1998 | Slovacchia             | Russia      |           | Spagna         | Slovacchia     |           | Bielorussia |
| 2004 | Baranavičy Bielorussia | Bielorussia | 4-0       | Rep. Ceca      | Russia         | 12-3      | Ucraina     |
| 2006 | Catalogna              | Russia      | 3-1       | Catalogna      | Rep. Ceca      | 4-3       | Belgio      |
| 2008 | Belgio                 | Russia      | 5-4 (DCR) | Rep. Ceca      | Bielorussia    | 2-1       | Belgio      |
| 2010 | Jaroslavl' Russia      | Russia      | 5-2       | Belgio         | Rep. Ceca      | 6-5 (DCR) | Bielorussia |
| 2012 | Brėst Bielorussia      | Belgio      | 4-1       | Rep. Ceca      | Russia         | 4-1       | Catalogna   |
| 2014 | Praga Repubblica Ceca  | Bielorussia | 2-1       | Belgio         | Catalogna      | 2-1       | Russia      |

### Albo d'oro
| Squadra     | 1º | 2º | 3º |
| Russia      | 4  | 1  | 3  |
| Bielorussia | 2  | 0  | 1  |
| Portogallo  | 2  | 0  | 1  |
| Spagna      | 1  | 2  | 1  |
| Belgio      | 1  | 2  | 0  |
| Slovacchia  | 1  | 0  | 1  |
| Rep. Ceca   | 0  | 4  | 3  |
| Catalogna   | 0  | 1  | 1  |
| Marocco     | 0  | 1  | 0  |